# Pseudohydromys
Pseudohydromys é um género de roedor da família Muridae.

## Espécies
- Pseudohydromys berniceae
- Pseudohydromys carlae
- Pseudohydromys eleanorae
- Pseudohydromys ellermani
- Pseudohydromys fuscus
- Pseudohydromys germani
- Pseudohydromys murinus
- Pseudohydromys musseri
- Pseudohydromys occidentalis
- Pseudohydromys patriciae
- Pseudohydromys pumehanae
- Pseudohydromys sandrae